# Gonnesa
Gonnesa là một đô thị ở tỉnh Sud Sardegna trong vùng Sardegna, có cự ly khoảng 60 km về phía tây của Cagliari và khoảng 14 km về phía tây bắc của Carbonia. Tại thời điểm ngày 31 tháng 12 năm 2004, đô thị này có dân số 5.184 người và diện tích là 47,5 km².
Ở đây có bãi biển dài 4 km. 
Gonnesa giáp các đô thị: Carbonia, Iglesias, Portoscuso.